# Casa al carrer d'Olot, 5 (Riudaura)
La Casa al carrer d'Olot, 5 és una obra de Riudaura (Garrotxa) inclosa a l'Inventari del Patrimoni Arquitectònic de Catalunya.

## Descripció
Hi ha una inscripció a la llinda de la façana principal de la casa del nº 5 del carrer d'Olot on hi és representat el següent: "1766 RIBA". Entremig i tallant les dues inscripcions apareix una creu cristiana sota la qual surten les lletres IHS de les que es desprenen dos dibuixos florals a banda i banda que ocupen l'espai entre les inscripcions de la part superior i de la part inferior.

## Història
Riudaura és un petit nucli urbà que va néixer a l'ombra del monestir de Santa Maria. L'estructura d'alguns dels seus carrers és plenament medieval, però la majoria corresponen al segle xviii, moment en què es bastiren i remodelaren part dels habitatges que estructuren la plaça del Gambeto; durant la centúria següent es remodelaren i aixecaren de nova planta algunes de les construccions situades en els carrers que desemboquen a l'esmentada plaça.